# Surjit Patar
Surjit Patar (en punyabí: ਸੁਰਜੀਤ ਪਾਤਰ, Pattar Kalan, 14 de enero de 1945 - Ludhiāna, 11 de mayo de 2024) fue un escritor y poeta en lengua punyabí de Punjab, India. Sus poemas gozan de inmensa popularidad entre el público en general y han obtenido grandes elogios de la crítica.

## Biografía
Patar provenía del pueblo de Pattar (en punyabí: ਪੱਤੜ) Kalan en el distritode  Jalandhar de donde obtuvo su apellido. El nombre de su padre era Harbhajan Singh y el de su madre, Harbhajan Kaur. Tenía cuatro hermanas mayores. Su padre había emigrado a Kenia en busca de trabajo y solo regresaba a casa por un corto tiempo cada cinco años. Se matriculó en una escuela de un pueblo cercano. Después de eso, ingresó como estudiante de ciencias en una universidad en Kapurthala. Pero al año siguiente se dedicó a las artes.
Patar se graduó en Randhir College, Kapurthala y luego obtuvo una maestría en la Universidad Punjabi, Patiala y luego un doctorado en Literatura sobre "Transformación del folclore en Guru Nanak Vani" de la Universidad Guru Nanak Dev, Amritsar. Luego se unió a la profesión académica y se jubiló como profesor de punyabí en la Universidad Agrícola de Punjab, Ludhiana. Comenzó a escribir poesía a mediados de los años sesenta. Entre sus obras de poesía se encuentran "Hawa ਵਿਚ Likhe Harf" (Palabras escritas en el aire), Birkh Arz Kare (Así habló el árbol), Hanere Vich Sulagdi Varnmala (Palabras ardiendo en la oscuridad), Lafzaan Di Dargah (Santuario de las palabras), Patjhar Di Pazeb (Tobillera de otoño) y Surzameen (Music Land).
Patar tradujo al punyabí las tres tragedias de Federico García Lorca, la obra Nagmandala de Girish Karnad, y poemas de Bertolt Brecht y Pablo Neruda. También adaptó obras de Jean Giraudoux, Eurípides y Racine. Ha escrito guiones de televisión sobre poetas punjabíes, desde Sheikh Farid hasta Shiv Kumar Batalvi.
Patar fue presidente del Consejo de las Artes de Punjab, Chandigarh. Anteriormente, había ocupado el cargo de presidente, Punjabi Sahit Akademi, Ludhiana. Fue galardonado con Padma Shri en 2012.

## Muerte
Patar murió de un paro cardíaco en su residencia de Barewal Road en Ludhiana, el 11 de mayo de 2024, a la edad de 79 años. Según sus familiares, no se despertó esa mañana y fue declarado muerto tras llegar al hospital.

## Poemas destacados
Entre las obras de Patar se encuentran "Velas", "Hanere Vich Sulagdi Varanmala", "Aiya Nand Kishore", "Hanera Jarega Kiven", "Fasla", "Koi Daalia Cho Langeya Hawa Bann Ke" junto con otros.

## Filmografía
Surjit Patar escribió diálogos para las películas punyabí Shaheed Uddham Singh y Videsh, la versión punyabí de la película Heaven on Earth de Deepa Mehta.

## Premios

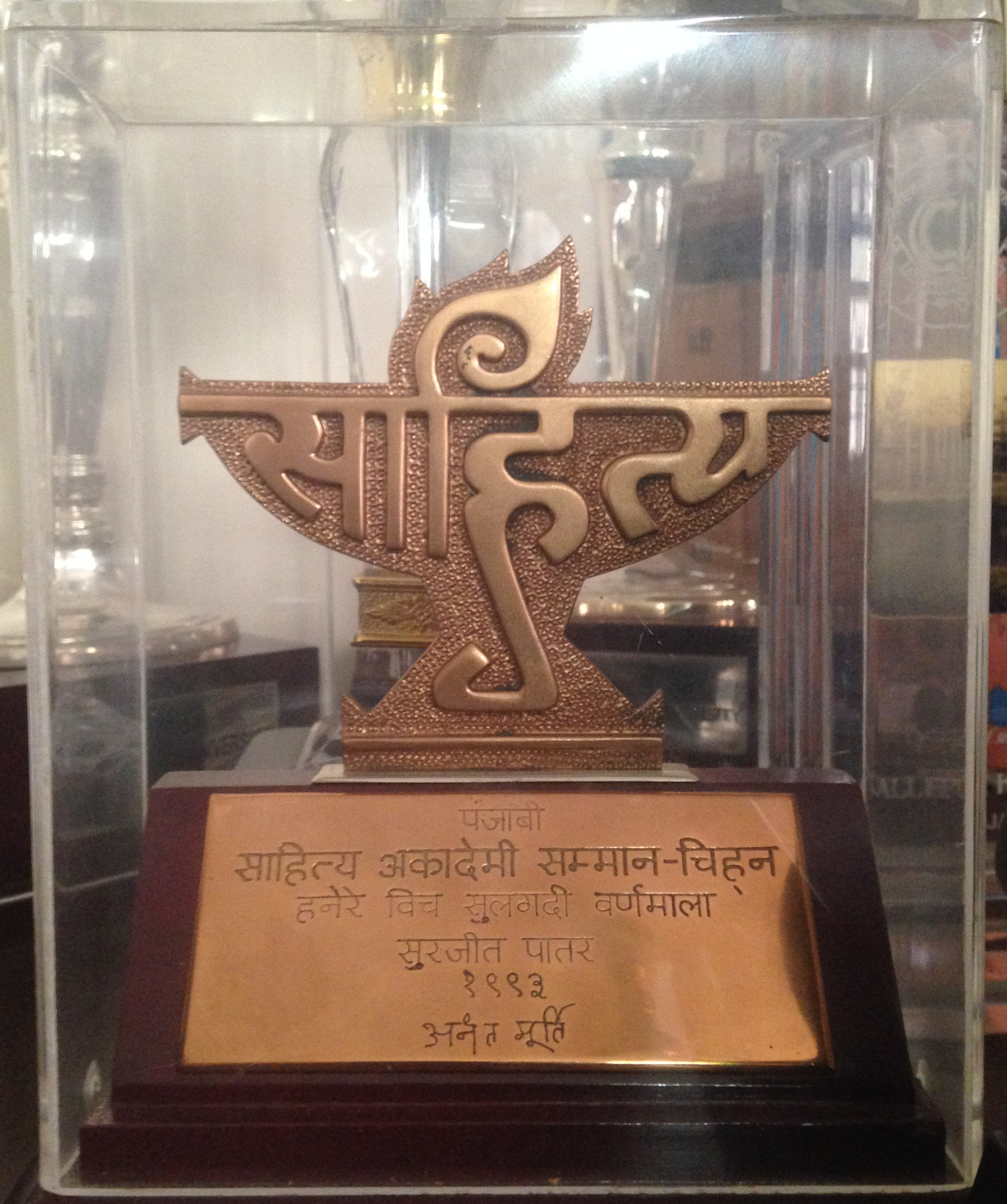
Premio Sahitya Akademi - Surjit Patar

- 1979: Premio Punjab Sahitya Akademi
- 1993: Premio Sahitya Akademi por Hanere Vich Sulghdi Varnmala[18]
- 1999: Panchnad Puruskar de Bhartiya Bhasha Parishad, Calcuta
- 1999: Bhartiya Bhasha Prishad, Calcuta
- 2007–2008: Anad Kav Sanman
- 2009: Saraswati Samman por la fundación KKBirla.[19]
- 2009: Premio Nacional Gangadhar de Poesía, Universidad Sambalpur, Orissa
- 2012: Premio Padma Shri en el campo de la Literatura y la Educación (cuarto premio civil más importante en la República de la India)[20]
- 2014: Premio Literario Kusumagraj[21]